# Munaung
Munaung är en kommun i Myanmar.   Den ligger i regionen Rakhinestaten, i den sydvästra delen av landet, 280 km väster om huvudstaden Naypyidaw. Antalet invånare är 64 296.